# Thymus comosus
Thymus comosus ist eine Pflanzenart aus der Gattung der Thymiane (Thymus) in der Familie der Lippenblütler.

## Beschreibung
Thymus comosus ist ein kleiner Strauch, der nahezu aufrechte bis niederliegende und an der Basis verholzende Stängel ausbildet. Die blütentragenden Stängel werden 5 bis 15 cm lang, sind gelegentlich verzweigt und rundum behaart. Die Laubblätter sind bis zu 17 mm lang und 9 mm breit. Sie sind breit eiförmig oder rhombisch-eiförmig bis nahezu kreisförmig, gestielt und mit deutlich ausgeprägten Randadern versehen. Sie sind unbehaart oder leicht behaart und an der Basis bewimpert. 
Die Blütenstände sind bis zu 7 cm lang und köpfchenförmig bis zylindrisch.  Die Tragblätter ähneln den Laubblättern. Der Kelch ist 4 bis 5,5 mm lang und nahezu zylindrisch geformt. Die oberen Zähne sind bis zu 2 mm lang und schmal lanzettlich und bewimpert. Die Krone ist 8 bis 9 mm lang und purpurn gefärbt.
Die Chromosomenzahl beträgt 2n = 28.

## Vorkommen
Die Art kommt in den Bergen im Westen und der Mitte Rumäniens vor.